# Wilhelm Foerster
Wilhelm Julius Foerster, född 16 december 1832 i Grünberg, Schlesien, död 18 januari 1921 nära Potsdam, var en tysk astronom. Han var far till författaren Friedrich Wilhelm Foerster.
Foerster var direktör för observatoriet i Berlin 1865–1903. Han tilldelades 1860 tillsammans med flera andra Lalandepriset. Bland Foersters skrifter märks Sammlung von Vorträgen und Abhandlungen (4 band, 1876-90), Studien zur Astrometrie (1888), samt Lebenserinnerungen und Lebenshoffnungen 1832–1910 (1911). Åren 1893–1906 redigerade Foerster Mittheilungen der Vereinigung von Freunden der Astronomie und kosmischen Physik.
Minor Planet Center listar honom som W. Forster och som upptäckare av 1 asteroid.
Asteroiden 6771 Foerster är uppkallad efter honom.

## Asteroider upptäckta av Wilhelm Foerster
| 62 Erato                              | 14 september 1860[A] |
| Upptäckt tillsammans med: A O. Lesser |                      |